# راغودة روتشيلدية
راغودة روتشيلدية (الاسم العلمي: Rhagodes rothschildi) هي نوع من العنكبوتيات تتبع جنس الراغودة من الفصيلة الراغودية.